# Bezerédj Imre
Bezerédj Imre (bezerédi) (Vámoscsalád, 1679. december 9. – Sárospatak, 1708. december 18.) kuruc brigadéros.

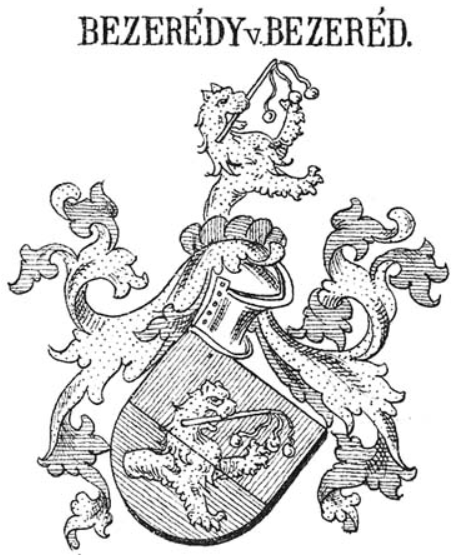
A Bezerédj család címere

## Családja
Előkelő dunántúli katolikus nemescsalád sarja, Bezerédy Zsigmond és béri Balogh Klára fia. Édesanyja révén béri Balogh Ádám (1665–1711) kuruc brigadérosnak az elsőfokú unokatestvére. 1705 október 9-én a Vas vármegyei Salamonfán feleségül vette szántói és széplaki Botka Máriát, akinek a szülei szántói és széplaki Botka Ferenc, pápai lovaskapitány, földbirtokos, és nagyszarvi Babocsay Magdolna voltak. Bezerédj Imre és Botka Mária frigyéből született:
- Bezerédj Lajos (Kőszeg, 1706. december 1. – Szombathely, 1751. május 7.), felesége tolnai Festetics Klára (1714. – Zalahosszúfalu, 1774. április 21.)
- Bezerédj Károly (Kőszeg, 1707 – Szombathely, 1766. október 12.). Első felesége gyeli Gyely Rozália, második felesége mezőszegedi Szegedy Mária, harmadik felesége nagymádi és várbogyai Bogyay Judit (1694–1781)
- Bezerédj Imre (sz. Kőszeg, 1709. április 1.)

## Élete
Fiatalon hadi pályára lépett, kapitány lett Esterházy Gábor gróf huszárezredében. A Rákóczi-szabadságharc előtt a franciák ellen harcolt a nyugati hadszíntéren. (Lásd: spanyol örökösödési háború.)
Hazatérése után, 1704 nyarán Sibrik Miklós ösztönzésére csatlakozott a kurucokhoz. Vas vármegyében toborzott magának ezredet, majd a következő évben Hatvani Szabó Máté Pest vármegyében szervezett lovasezredét is megkapta. Híres portyázó volt, főként Kőszeg és Sopron környékén hadakozott, de gyakori rajtaütéseket hajtott végre Alsó-Ausztriában is. 1705 telén részt vett a harmadik szentgotthárdi csatában merész támadást intézett a Rábánál, s tettét egy ismeretlen kuruc költő is megénekelte. II. Rákóczi Ferenc 1706 júliusában brigadérossá léptette elő.
1707 végétől titokban tárgyalásokat folytatott a császáriakkal, főként Pálffy János törekedett a megnyerésére. A császáriak még feleségét is elfogták. Bezerédj ennek ellenére csak a katasztrofális trencséni vereség és Ocskay László árulása után határozta el magát az elpártolásra. Átállási kísérletét ezredének néhány tisztje Pásztói Horváth István főhadnagy vezetésével leleplezte, és Esterházy Antal dunántúli főkapitány parancsára 1708. szeptember 5-én Kőszegen letartóztatták. (A fejedelem éppen ezen a napon határozott tábornoki előléptetéséről, amely természetesen így már nem léphetett érvényre.)
Hadbíróság elé állították, és a sárospataki országgyűlés záróakkordjaként, minden addigi árulást megtorlandó, sógorával és alezredesével, Bottka Ádámmal együtt lefejezték. Halálakor már legendás híre volt, Beniczky Gáspár fejedelmi titkár azt jegyezte fel róla, hogy 72 ellenséges tisztet ölt meg a harcmezőn.
„... méltóságos generális Esterház Dániel mezei marsalk sok <a kéziratban egy szó helye üres> allatt regimentekbéli tisztekkel és némely senatorokkal törvények folyt s halálra ítéltettenek. Tíz óra felé a fogságbúl sok szép istenes imádsági és keresztény készületi után a szekérre feltétettetvén, executióra a város piacára kivitetettek, az ahol is a generális auditor a sententiát elolvasván, és nemzetes vitézlő Kajaly Pál hadi főauditor a pálcát kötte (!) törvén, előbb Bottkának, letérdepeltetvén veres posztóra, sok száz ember concursussában a fejét a hohár elütette, annak utána penig Bezerédynek, jóllehet nem egészlen, de semmi kínlódása nem volt, hanem azonnal megholt, az kiket is a hajdúk vasakkal és billincsekkel együtt ott lévő koporsókban betévén, templomban bevitték, a criptában eltemették. A háromnak grátiája lött. E volt azon híres vitéznek, Bezerédi Imrének tragicus exitussa, az ki a maga dicsíretes édes hazája mellett való cselekedetivel Európában egész tartományokat betöltette, maga kezével kaplárokon felöl hetvenkét ellenség[es] tisztet levágott és megölt, szerencséje olly lévén, hogy hírére nézve az ellenség rettegte. Illy magyar Herculest az ellenség a hazának megirigyelvén, akit a maga fegyverével meg nem győzhetett, szénes és hamis ígéretekkel sok esztendőktűl csalatván, végre ugyan elejtette és édes nemzeti ellen való defectióra inducálta, az kit is a maga tisztei észrevévén, megfogtak, méltóságos Esterház Antal úrhoz vittek és ide a fejedelemhez küldettek. Szánja Isten esetit, s minden igaz magyart a haza árultatásátúl őrizze meg, szánja valóban az is személyét és dicső cselekedetit, aki írta, de az árultatását irtózza és abominálja.” 1708. december 18. Beniczky Gáspár fejedelmi titkár diáriuma 1707-1710.
Többször áthelyezett, erősen megrongálódott állítólagos sírkövét jelenleg a sárospataki Rákóczi Múzeumban őrzik. Monogramos csákányfokosa pedig a Nemzeti Múzeumban található.

## A nevéhez kapcsolódó irodalmi emlékek
- Halálra készülő éneke: Ifju legény lévén… a Thaly Kálmán kiadta Régi M. Vitézi Énekek (Pest, 1864. II. 342–348.) egyik legérdekesebb darabja.
- Az ajkára adott latin cantilenát ugyancsak Thaly közli a Figyelőben (VII. 1879. 219.).
- Latin nyelvű fiktív (költött) sírversét ugyanő közli Koháry István 1709. évi naptárjegyzeteiből a Történelmi Tárban (1878. 399.),[3] nem kizárt, hogy maga Koháry volt a szerző. Újraközölve magyar fordításával együtt: A kuruc küzdelmek költészete. II. Rákóczi Ferenc születésének 300. évfordulójára. Válogatta és sajtó alá rendezte Varga Imre. Budapest, 1977. 632. oldal (208. sz.) ISBN 963-05-1096-0
- Vitézlő Bezerédi Imre éneke, mellyel búcsúzott a maga nevén. (A versfőkben BEZEREDJ JMRE nevével, szerzője valószínűleg Székely András sárospataki plébános.) Kiadva: A kuruc küzdelmek költ. i. m. 621–622. oldal (205. sz.)
- A Thököly-kódexben fennmaradt egy német és egy hasonló tartalmú latin vers, amely labanc szellemben szólaltatja meg Bezerédjt. Címeik magyarul: Bezerédi lefejezett teste a lázadókhoz és Bezerédi szelleme a lázadókhoz. Kiadva: A kuruc küzdelmek költ. i. m. 622–632. oldal (206–207. sz.)